# Brisingr
Brisingr je třetí díl tetralogie Odkaz Dračích jezdců. Jejím tvůrcem je mladý spisovatel Christopher Paolini. Kniha vyšla 20. září 2008 v Severní Americe a v únoru 2009 v České republice.
Brisingr je ale také Eragonův nový meč, ale také ve Starověkém jazyce "oheň".

## Děj
Vše začíná blízko Helgrindu, kde se Eragon se Safirou a Roranem chystají na útok na Helgrind. Útok se jim povede a zachrání Katrinu, během boje padnou oba ra'zakové. Mezitím za Nasuadou přijdou starší kmeny, odkud Nasuada pochází, a pokusí se zmocnit velení nad Vardeny, ale Nasuada je přemůže ve zkoušce dlouhých nožů (řežou se nožem a kdo to déle vydrží). Také konečně dojde k Vardenům 12 nejlepších kouzelníků, které k němu vyslala Islanzadí. Po návratu Eragona k Vardenům se bohužel objeví další nepříjemný výmysl z dílny Galbatorixe - vojáci, co necítí bolest, proti Vardenům jich jde kolem tří set, avšak samotní Vardenové během bitvy, kde je všechny pobijí, ztratí kolem tisícovky mužů. Eragon do těchto bojů nemohl zasáhnout, protože přiletěl Trn s Murtaghem, avšak tentokrát je Eragon s pomocí elfských kouzelníků zahnal.
Poté pošle Nasuada Eragona do Farthen Duru, ale samotného bez Safiry, neboť se bojí, že kdyby Galbatorixovi špehové zjistili, že Eragon není u Vardenů zavolali by Murtagha, aby zaútočil. Eragon se účastní bojů o trůn v Tronheimu. Také je na něj proveden atentát. Zjistí se, že to nařídil klan Az Sweldn rak Anhuin. Orik, který je po smrti Hrothgara vůdce Durgrimst Ingetium, zařídí, že klan Az Sweldn rak Anhuin je vyhoštěn. Následuje volba krále a Orik vítězí. Při korunovaci Safira úspěšně spraví Isidar Mithrim. Po korunovaci letí Eragon se Safirou ihned do Ellesméry, kde se dozví spoustu nových věcí. Brom je Eragonův otec, o tom jak se Brom seznámil se Selenou atd. Dále odhalí zdroj Galbatorixovy síly - podmanil si srdce srdcí (Eldunarí) mnoha draků a díky tomu má k dispozici i jejich sílu. Eragon poté navštíví Rhuhon, která by mu ukovala nový meč, ale potřebovala by k tomu zářocel. Tato hornina ale už nikde není. Avšak Eragonovi řekne kočkodlak, že by mohla být pod stromem Menoa. Zde skutečně je, ale strom Menoa ji Eragonovi dá pouze, když Eragon slíbí, že stromu dá cokoliv, Eragon samozřejmě slíbí, ale Menoa mu neřekne, co chce (chce pouze (zatím) aby odešel pryč od Menoy). Poté mu tedy Rhunon uková meč, který Eragon pojmenuje Brisingr. Kdykoliv Eragon řekne jenom brisingr, a ani se nepokouší použít kouzlo, meč se rozzáří modrým plamenem. Eragon a Safira se už musí vrátit k Vardenům pomoci jim dobýt město Feinster a když dorazí k Oromisovi na poslední zastávku Glaedr dá Eragonovi své srdce srdcí a také mu sdělí, že jdou pomoci elfům dobýt Gilead.
Mezitím je Roran posílán na různé mise a při jedné, i přesto, že pozabíjí skoro dvě stovky vojáků, ale neuposlechl rozkaz, je zbaven velení a zbičován padesáti ranami. Po několika dalších misích, když během jedné přemůže urgala holýma rukama, jdou všichni Vardenové na Feinster.
Eragon se vrátí přímo k městu Feinster, kde už zuří bitva. Pomůžou Vardenům přejít přes hradby a nalézají lady Loranu - paní města, a v její blízkosti tři kouzelníky snažící se vytvořit Stína. To se jim bohužel podaří, avšak Eragon pomůže Arye, aby ho zabila. Mezitím, když se Eragon snaží zastavit kouzelníky, aby nevyčarovali Stína, nahlíží pomocí srdce srdcí do Glaedra, jak bojuje spolu s Oromisem s Trnem a Murtaghem. Galbatorix se chopí kontroly nad Murtaghem a Trnem, Oromise popadne záchvat, a mezi tím ho Galbatorix prostřednictvím Murtagha zabije. Glaedr se rozzuří, pokusí se Trna zabít, ale bohužel se mu to nepovede, místo toho sám umírá. Eragon řekne o Oromisovi a Glaedrovi Nasuadě a Arye. Nasuada mu poté řekne, že teď potáhnou na Belatonu, pak na Dras-Leonu a pak na Uru'baen, kde se pokusí zabít krále.
| Odkaz Dračích jezdců | Odkaz Dračích jezdců | Odkaz Dračích jezdců  |
| -------------------- | -------------------- | --------------------- |
| Předchůdce: Eldest   | 2008 Brisingr        | Nástupce: Inheritance |